# Bodelshausen
Bodelshausen ist die südlichste Gemeinde im Landkreis Tübingen. Das Dorf liegt vier Kilometer nördlich von Hechingen und gehört zur Region Neckar-Alb und zur Randzone der europäischen Metropolregion Stuttgart.

## Geographie

### Geographische Lage

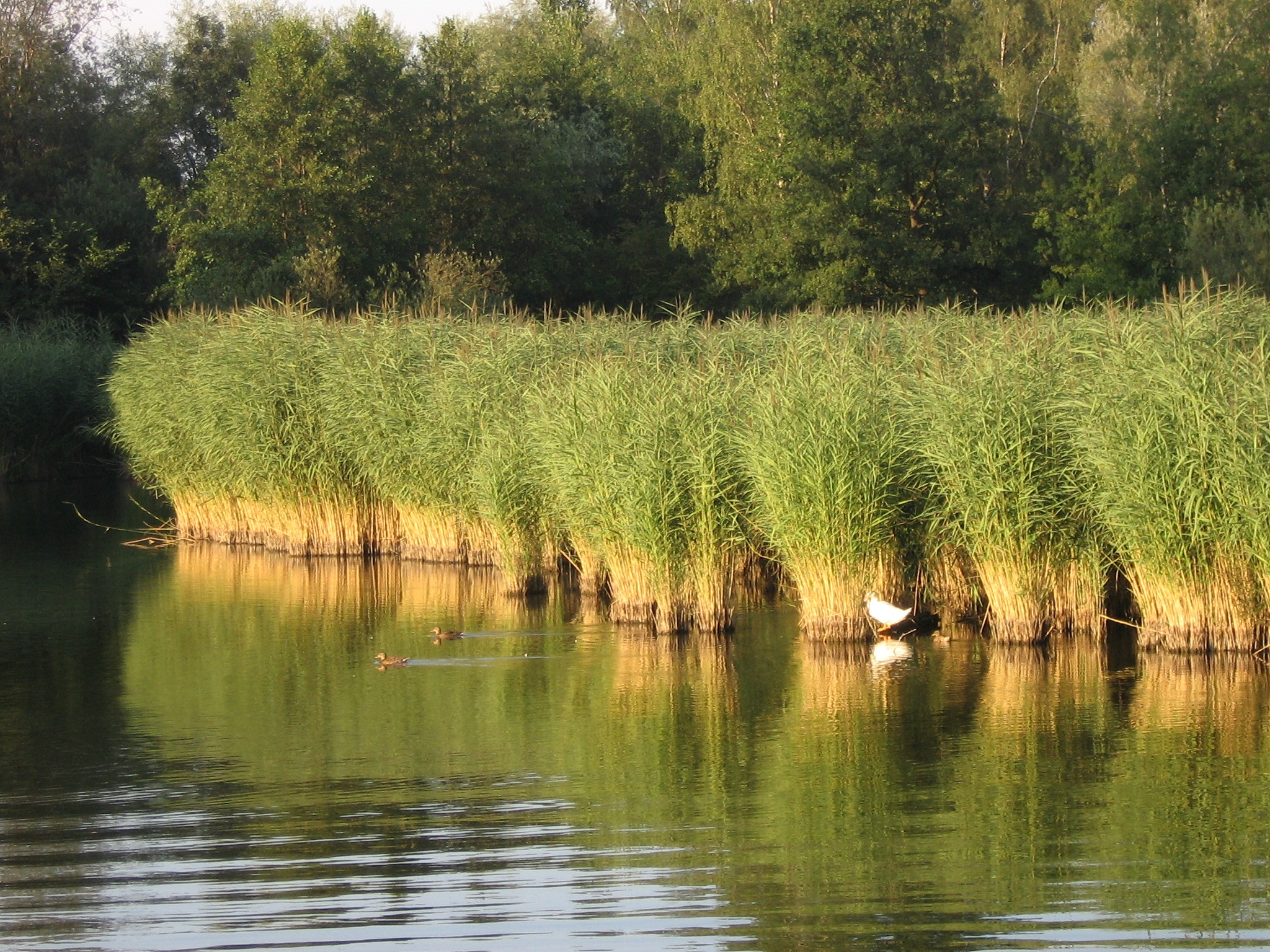
Der Butzensee in Bodelshausen

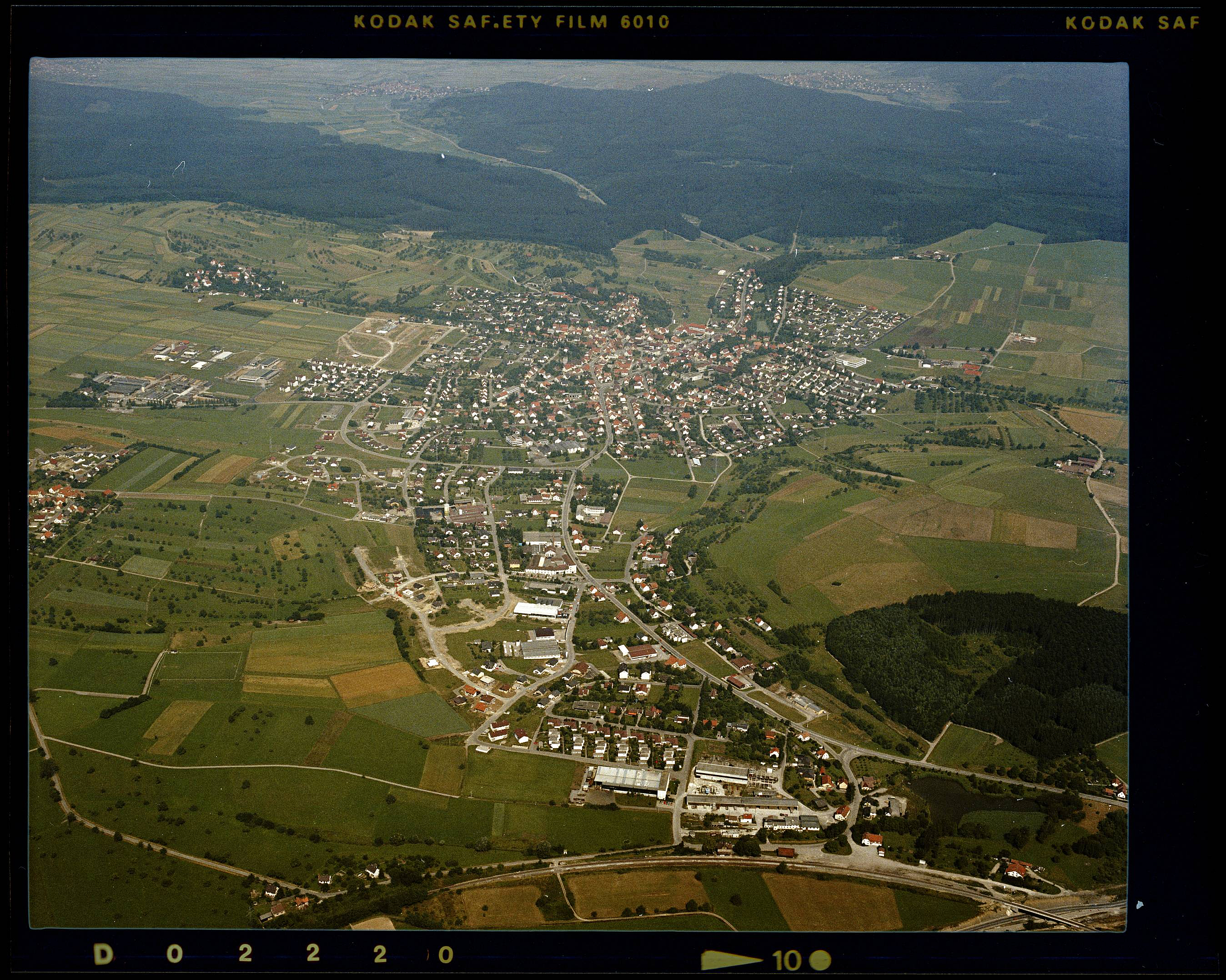
Bodelshausen (1983)

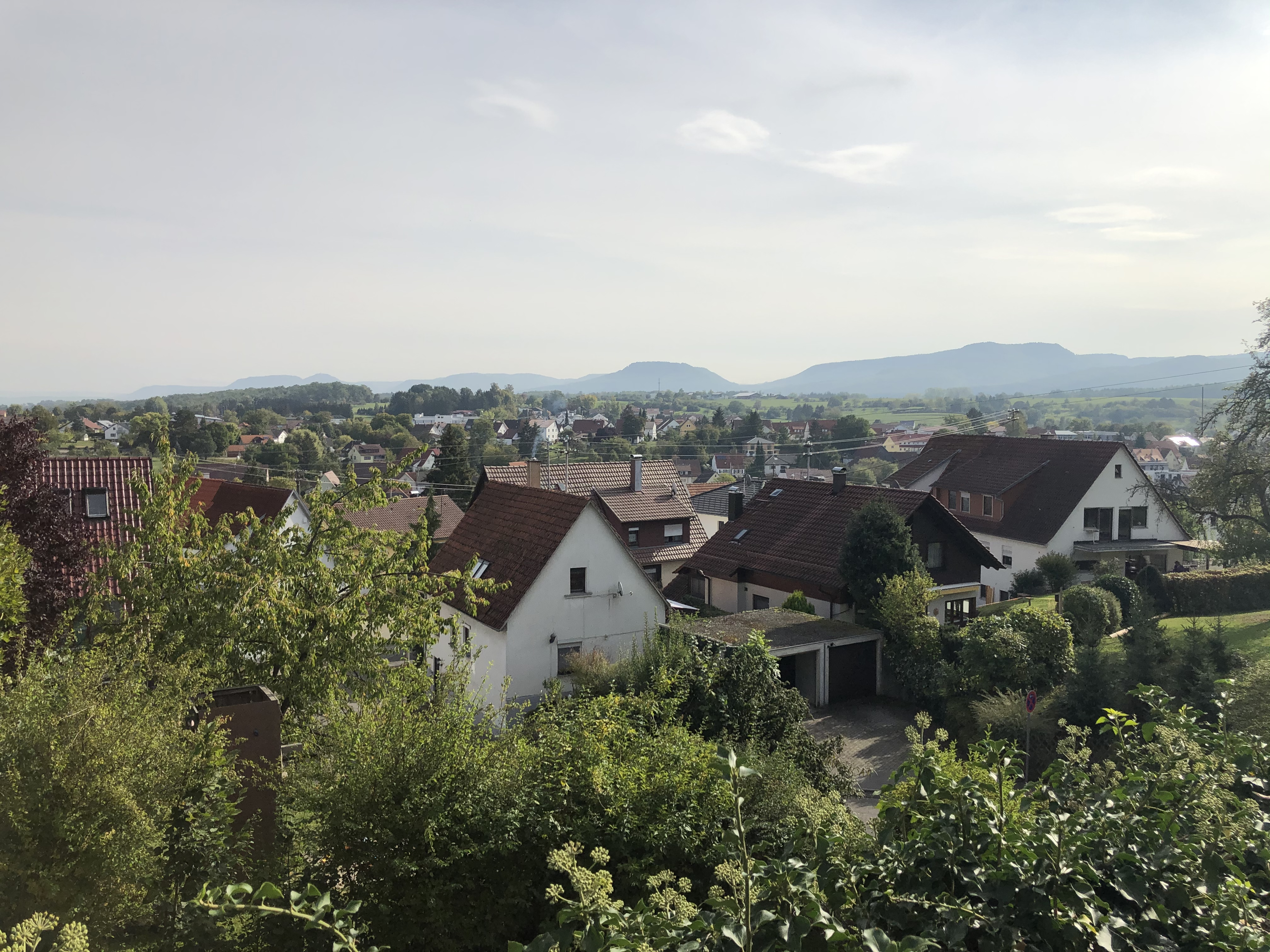
Blick über Bodelshausen von der Dionysius-Kirche aus

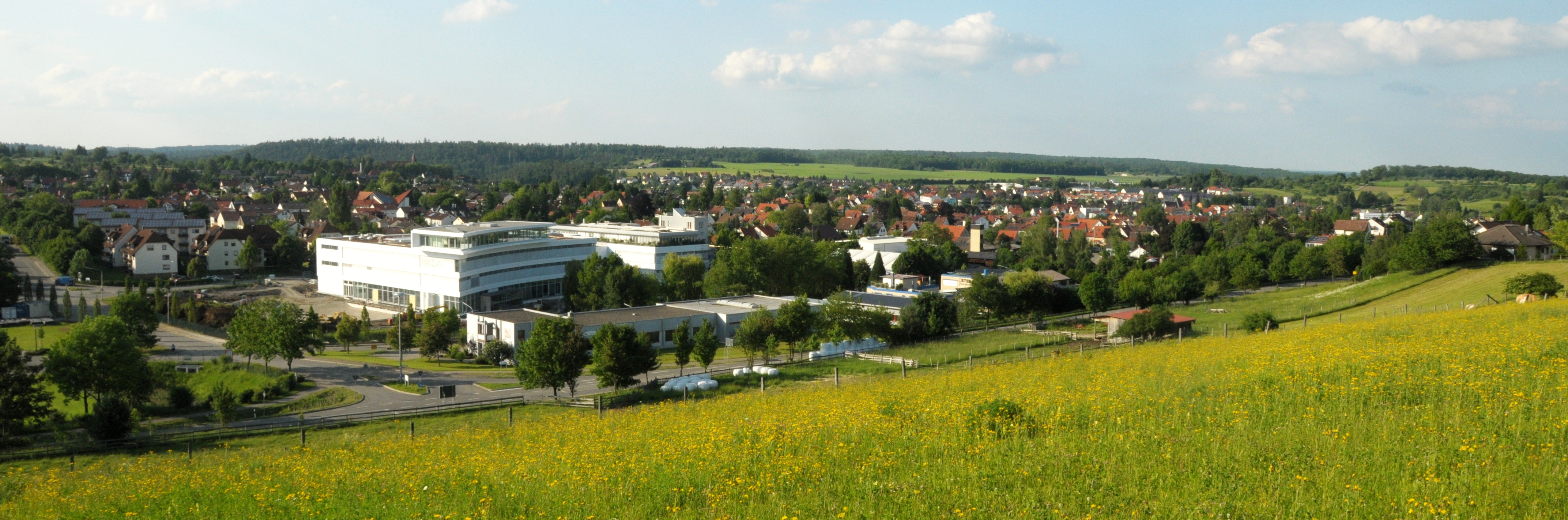
Der Westen Bodelshausens von Sickingen gesehen

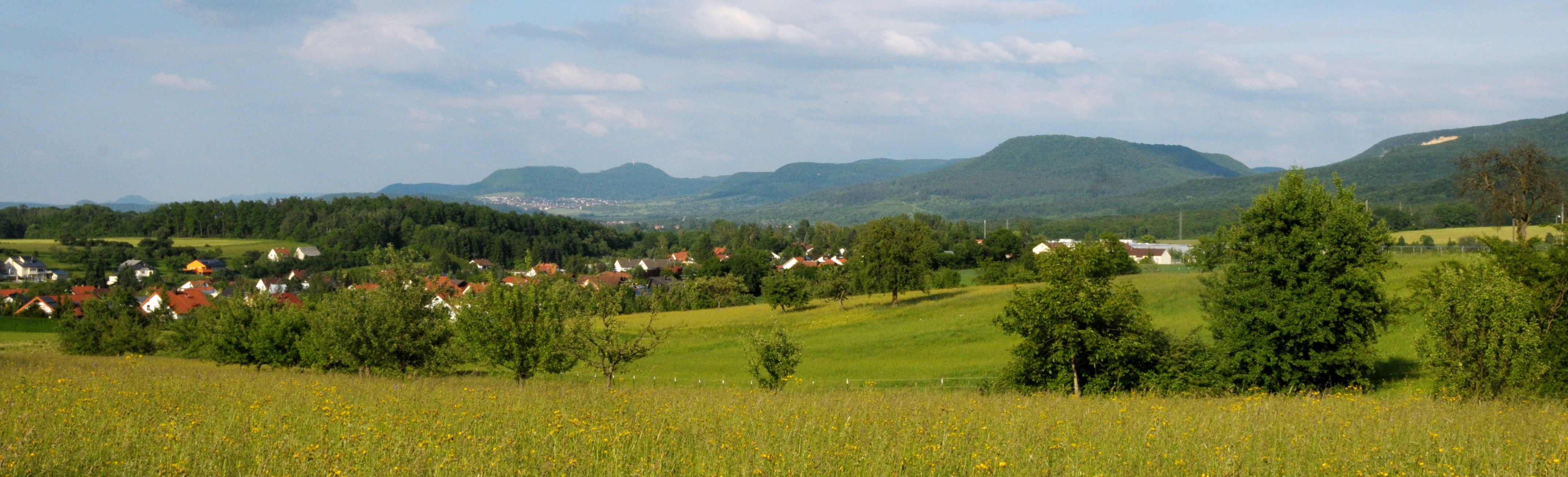
Der Norden Bodelshausens von Sickingen gesehen

Bodelshausen liegt südlich des Landschaftsschutzgebiets Rammert. Am südöstlichen Dorfeingang von Bodelshausen liegt unweit der Bundesstraße 27 der Butzensee. Etwas weiter nördlich befindet sich das 1997 ausgewiesene Naturschutzgebiet Altwiesen, wohingegen vom südöstlich gelegenen Naturschutzgebiet Winterhalde nur ein geringer Flächenanteil von 0,9 ha zu Bodelshausen gehört.

### Nachbargemeinden
Folgende Städte und Gemeinden grenzen an die Gemeinde Bodelshausen, sie werden im Uhrzeigersinn beginnend im Norden genannt und gehören zum Landkreis Tübingen beziehungsweise zum Zollernalbkreis¹:
Rottenburg am Neckar, Ofterdingen, Mössingen, Hechingen¹ und Hirrlingen

### Gemeindegliederung
Zur Gemeinde gehören das Dorf Bodelshausen, der Weiler Oberhausen und die Aussiedlerhöfe Birkenhof, Burgstallhof und Lindenhof.
Im Gemeindegebiet liegen die abgegangenen, heute nicht mehr bestehenden Ortschaften Altendickingen, Ebenhausen, Hermadingen und Schönrain.

### Schutzgebiete
In Bodelshausen liegt das Naturschutzgebiet Altwiesen.
Daneben hat Bodelshausen Anteil am Landschaftsschutzgebiet Rauher Rammert und am FFH-Gebiet Albvorland bei Mössingen und Reutlingen sowie geringfügig am Vogelschutzgebiet Südwestalb und Oberes Donautal.

## Geschichte

### Mittelalter
Die Gemeinde wurde erstmals um das Jahr 1100 in Schenkungsurkunden des Klosters Hirsau als Bodolshusen erwähnt, als ein Graf Egilolff von Pfullingen dem Kloster zwei Huben (niederdeutsch Hufe) Land zu „Bodolshusen“ schenkte. Vermutlich gehen die Anfänge jedoch bis auf das 7. oder 8. Jahrhundert zurück, was durch Grabfunde in der heutigen Ortsmitte bestätigt ist. Die Wortendung „-husen“ bzw. „-hausen“ bestärkt diese Vermutung. Mitte des 11. Jahrhunderts gehörte der Ort zur Grafschaft Zollern. Später spalteten sich von diesen die Grafen von Hohenberg ab, die den Ort bis zu ihrem Niedergang 1381 besaßen. Als Ortsadel sind die Herren von Ow urkundlich zwischen dem 13. und 15. Jahrhundert erwähnt. Ihnen wird auch eine frühere Burg zugeschrieben, wovon heute noch zwei Straßennamen zeugen. Im Laufe des 15. Jahrhunderts kauften die Grafen von Württemberg nach und nach die Herrschaftsrechte über Bodelshausen von den Vorbesitzern auf, so dass 1497 der gesamte Ort unter ihrer Herrschaft stand. Um das Jahr 1500 besaß Württemberg auch rund 84 Prozent des Grund und Bodens am Ort.

### Neuzeit
Ein Einwohner Bodelshausens, Hans Speidelin, nahm nachweislich am Bauernkrieg teil; wie sich die Dorfbevölkerung insgesamt 1524/25 positionierte, ist unbekannt.
1534 wurde wie überall im Herzogtum Württemberg auch in Bodelshausen die Reformation durchgeführt, so dass der Ort seither wie alle typischen Ortschaften Altwürttembergs evangelisch geprägt wurde. Das Dorf gehörte zu Zeiten des Herzogtums Württemberg zum Amt Tübingen.
Zwischen 1609 und 1611 hatte der Ort 160 Tote durch die Pest zu beklagen. Während des Dreißigjährigen Kriegs war Bodelshausen Schauplatz eines Gefechtes, wobei bis zu Dreiviertel der Bevölkerung bis zum Ende jenes Krieges starben. Im Jahr des Friedens von Westfalen 1648, mit dem der Dreißigjährige Krieg zu Ende ging, setzte eine Einwanderungswelle aus der Schweiz ein. Zwischen 1747 und 1749 zogen 14 Familien aus Bodelshausen weg. Im Laufe der Umsetzung der neuen Verwaltungsgliederung im 1806 gegründeten Königreich Württemberg wurde Bodelshausen 1810 dem neugeschaffenen Oberamt Rottenburg zugeordnet. Zwischen 1816 und 1817 kam es als Folge des Jahrs ohne Sommer durch Missernten zu einer Hungerkatastrophe.
In der zweiten Hälfte des 19. Jahrhunderts erfolgte eine weitere Auswanderungswelle. 1853 hatte Bodelshausen mit einer Hochwasserkatastrophe zu kämpfen. Zwischen 1880 und 1890 ereignete sich eine dritte Auswanderungswelle, deren Ursache eine Missernte durch Hagelschäden war. Dadurch verlor Bodelshausen etwa 250 Einwohner. Zwischen 1897 und 1898 wurde der Gewann Hardt aufgeforstet. 1898 gab es den ersten Telefonanschluss im Ort; 1912 folgte die elektrische Stromversorgung.
In den Jahren von 1923 bis 1926 hatte Bodelshausen mit zahlreichen Brandanschlägen zu kämpfen. 1929 baute man eine Wasserleitung im Ort. Mit dem Beginn der NS-Diktatur 1933 wurden die traditionellen Vereine verboten. 1938 wechselte Bodelshausen im Zuge der Kreisreform während der NS-Zeit in Württemberg vom Oberamt Rottenburg in den neugegründeten Landkreis Tübingen. 1944 wurde das ehemalige Schafhaus als Kriegsgefangenenlager genutzt. Am 23. April 1945 hisste man auf dem Kirchturm eine weiße Flagge, während französische Soldaten den Ort besetzten, wodurch der Zweite Weltkrieg in Bodelshausen zu Ende ging. Der Ort wurde Teil der Französischen Besatzungszone und kam somit zum neu gegründeten Land Württemberg-Hohenzollern, welches 1952 im Land Baden-Württemberg aufging. Zwischen 1949 und 1951 wurde der Krebsbach im Ortsbereich kanalisiert, welcher zwischen 1993 und 1994 renaturiert wurde. 1950 nahm der Ort erstmals Heimatvertriebene auf. 1972 hatte der Ort wiederholt mit einer Hochwasserkatastrophe zu kämpfen, der ein Gewitter vorausging. Der Orkan Wiebke sorgte 1990 für massive Schäden im Wald. Anfang des 21. Jahrhunderts erfolgte eine Ortskernsanierung.

## Politik

### Verwaltungsgemeinschaft
Es besteht eine vereinbarte Verwaltungsgemeinschaft mit Mössingen und Ofterdingen.

### Gemeinderat
Der Gemeinderat in Bodelshausen besteht aus den 14 gewählten ehrenamtlichen Gemeinderäten und dem Bürgermeister als Vorsitzendem. Der Bürgermeister ist im Gemeinderat stimmberechtigt. Die Kommunalwahl am 9. Juni 2024 führte zu folgendem Ergebnis.
| Parteien und Wählergemeinschaften | Parteien und Wählergemeinschaften                           | % 2024  | Sitze 2024 | % 2019 | Sitze 2019 | Kommunalwahl 2024 %6050403020100 51,01 %25,04 %19,86 %4,08 % FWSPDCDUFDPGewinne und Verlusteim Vergleich zu 2019 %p 6 4 2 0 −2 −4 −6+3,71 %p−2,66 %p−5,14 %p+4,08 %pFWSPDCDUFDP |
| FW                                | Freie Wählervereinigung                                     | 51,01   | 7          | 47,3   | 7          | Kommunalwahl 2024 %6050403020100 51,01 %25,04 %19,86 %4,08 % FWSPDCDUFDPGewinne und Verlusteim Vergleich zu 2019 %p 6 4 2 0 −2 −4 −6+3,71 %p−2,66 %p−5,14 %p+4,08 %pFWSPDCDUFDP |
| SPD                               | Sozialdemokratische Partei Deutschlands                     | 25,04   | 3          | 27,7   | 4          | Kommunalwahl 2024 %6050403020100 51,01 %25,04 %19,86 %4,08 % FWSPDCDUFDPGewinne und Verlusteim Vergleich zu 2019 %p 6 4 2 0 −2 −4 −6+3,71 %p−2,66 %p−5,14 %p+4,08 %pFWSPDCDUFDP |
| CDU+Bürgerliche                   | Christlich Demokratische Union Deutschlands und Bürgerliche | 19,86   | 3          | 25,0   | 3          | Kommunalwahl 2024 %6050403020100 51,01 %25,04 %19,86 %4,08 % FWSPDCDUFDPGewinne und Verlusteim Vergleich zu 2019 %p 6 4 2 0 −2 −4 −6+3,71 %p−2,66 %p−5,14 %p+4,08 %pFWSPDCDUFDP |
| FDP                               | Freie Demokratische Partei                                  | 4,08    | 1          | –      | –          | Kommunalwahl 2024 %6050403020100 51,01 %25,04 %19,86 %4,08 % FWSPDCDUFDPGewinne und Verlusteim Vergleich zu 2019 %p 6 4 2 0 −2 −4 −6+3,71 %p−2,66 %p−5,14 %p+4,08 %pFWSPDCDUFDP |
| gesamt                            | gesamt                                                      | 100,0   | 14         | 100,0  | 14         | Kommunalwahl 2024 %6050403020100 51,01 %25,04 %19,86 %4,08 % FWSPDCDUFDPGewinne und Verlusteim Vergleich zu 2019 %p 6 4 2 0 −2 −4 −6+3,71 %p−2,66 %p−5,14 %p+4,08 %pFWSPDCDUFDP |
| Wahlbeteiligung                   | Wahlbeteiligung                                             | 55,92 % | 55,92 %    | 52,3 % | 52,3 %     | Kommunalwahl 2024 %6050403020100 51,01 %25,04 %19,86 %4,08 % FWSPDCDUFDPGewinne und Verlusteim Vergleich zu 2019 %p 6 4 2 0 −2 −4 −6+3,71 %p−2,66 %p−5,14 %p+4,08 %pFWSPDCDUFDP |

### Bürgermeister
Der Bürgermeister wird für eine Amtszeit von acht Jahren gewählt. Seit dem 1. September 2022 ist Florian King Bürgermeister der Gemeinde. Er wurde am 26. Juni 2022 mit 78,1 Prozent der Stimmen gewählt. Sein Vorgänger Uwe Ganzenmüller trat nicht erneut an.
- 1982–2006: Bernd-Dieter Esslinger
- 2006–2022: Uwe Ganzenmüller
- seit 2022: Florian King

### Partnerschaften
- Soltvadkert in Ungarn, seit 1996

Bodelshausen unterhält zudem noch freundschaftliche Beziehungen zu:
- Hohburg im Landkreis Leipzig, Sachsen

## Wirtschaft und Infrastruktur

### Verkehr

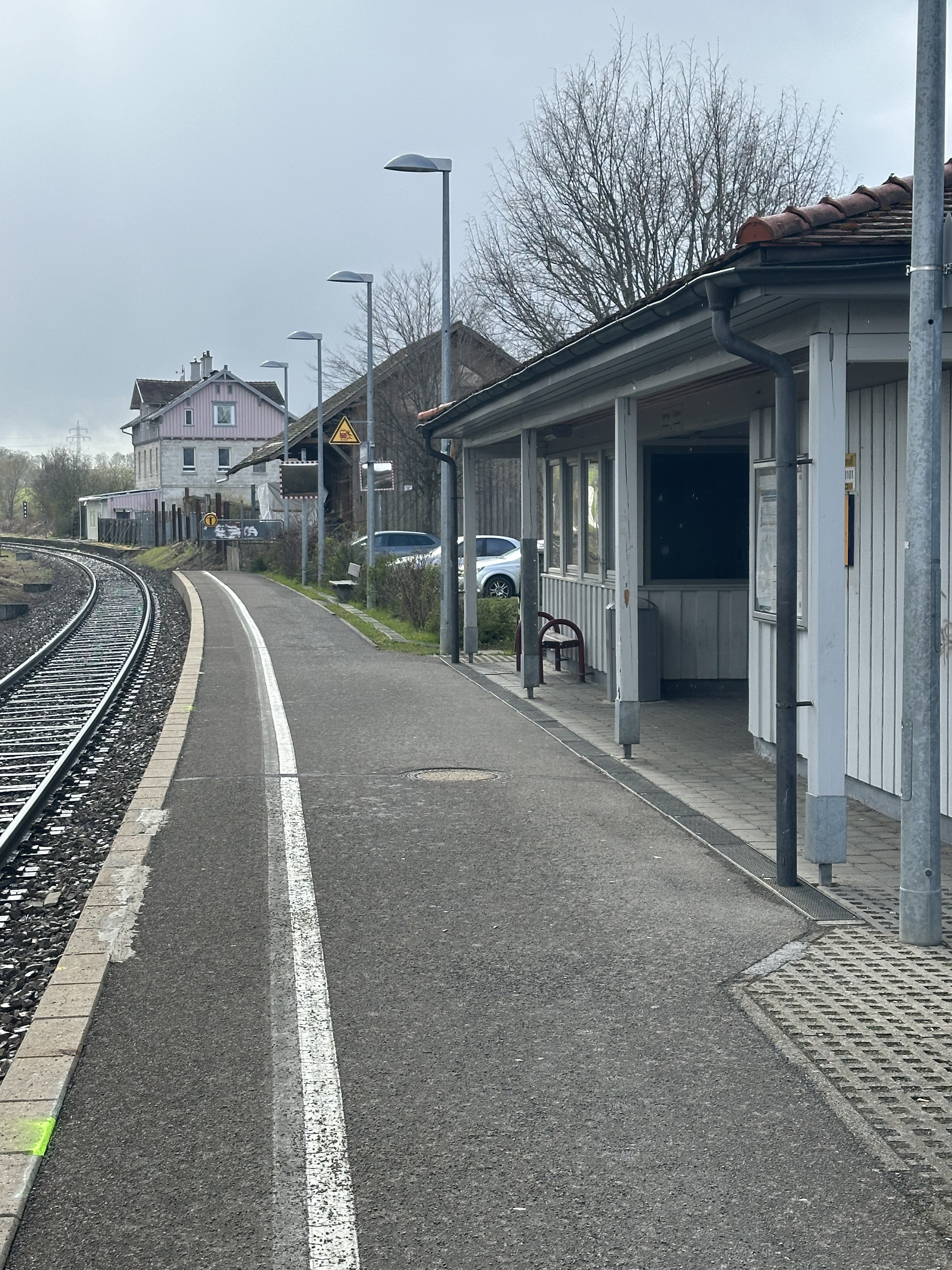
Bahnhof Bodelshausen

Durch Bodelshausen führt die Zollernalbbahn, welche von Tübingen über Hechingen, Balingen, Albstadt und Sigmaringen bis nach Aulendorf verläuft.
Der Öffentliche Nahverkehr wird durch den Verkehrsverbund Neckar-Alb-Donau (NALDO) gewährleistet. Die Gemeinde befindet sich auf der Wabengrenze 113/332. Für die Gemeinde selbst gilt der Tarif 194.
Die L 389 verbindet die Gemeinde im Westen mit Rottenburg am Neckar und im Osten mit der Bundesstraße 27 nach Tübingen und Stuttgart im Norden sowie Balingen und Rottweil im Süden.
Über eine Alltagsradroute aus dem Radnetz Baden-Württemberg ist Bodelshausen mit Mössingen und in der anderen Richtung mit Hechingen verbunden. 
Der Hohenzollern-Radweg verläuft als Fernradweg vom Bodensee über die hohenzollerischen Städte Sigmaringen und Hechingen und über Bodelshausen, Rottenburg am Neckar und Esslingen nach Weinstadt im Rems-Murr-Kreis.

### Wirtschaft
Die Wirtschaft des Ortes ist durch die Textilindustrie geprägt. Wenn auch eine große Zahl an Betrieben aufgrund der Textilkrise nicht mehr besteht, sind weiterhin einige Markenhersteller vor Ort zu finden, unter anderem die Firmen Karl Rieker, Marc Cain und Speidel.
Im Zeitalter der Digitalisierung hat Bodelshausen seinen wirtschaftlichen Horizont erweitert und begrüßt nun auch Unternehmen aus der digitalen Branche. Ein bemerkenswertes Beispiel ist die Firma SEODeutschland, die sich in der Marketing-Branche einen Namen gemacht hat. Als Spezialisten für Suchmaschinenoptimierung haben sie es sich zur Aufgabe gemacht, Firmen und Marken eine bessere Online-Präsenz zu verleihen. Ihr Ansässig sein in Bodelshausen stellt ein Indiz für den Wandel der Gemeinde hin zu einer noch vielfältigeren wirtschaftlichen Landschaft dar.

### Öffentliche Einrichtungen
Von 1983 bis 2011 unterhielt das Bundesamt für Familie und zivilgesellschaftliche Aufgaben eine Zivildienstschule in Bodelshausen.

### Ölpipeline und Tanklager
Im Wald nördlich von Bodelshausen (im Rammert) befindet sich ein Tanklager der NATO und eine daran angeschlossene Ölpipeline nach Kehl. Diese wurde in der Vergangenheit mehrfach von Friedensinitiativen und Umweltschützern kritisiert. 1990 wurde die Pipeline und das Tanklager stillgelegt, 2006 wurde die Anlage wieder in Betrieb genommen.

## Bauwerke

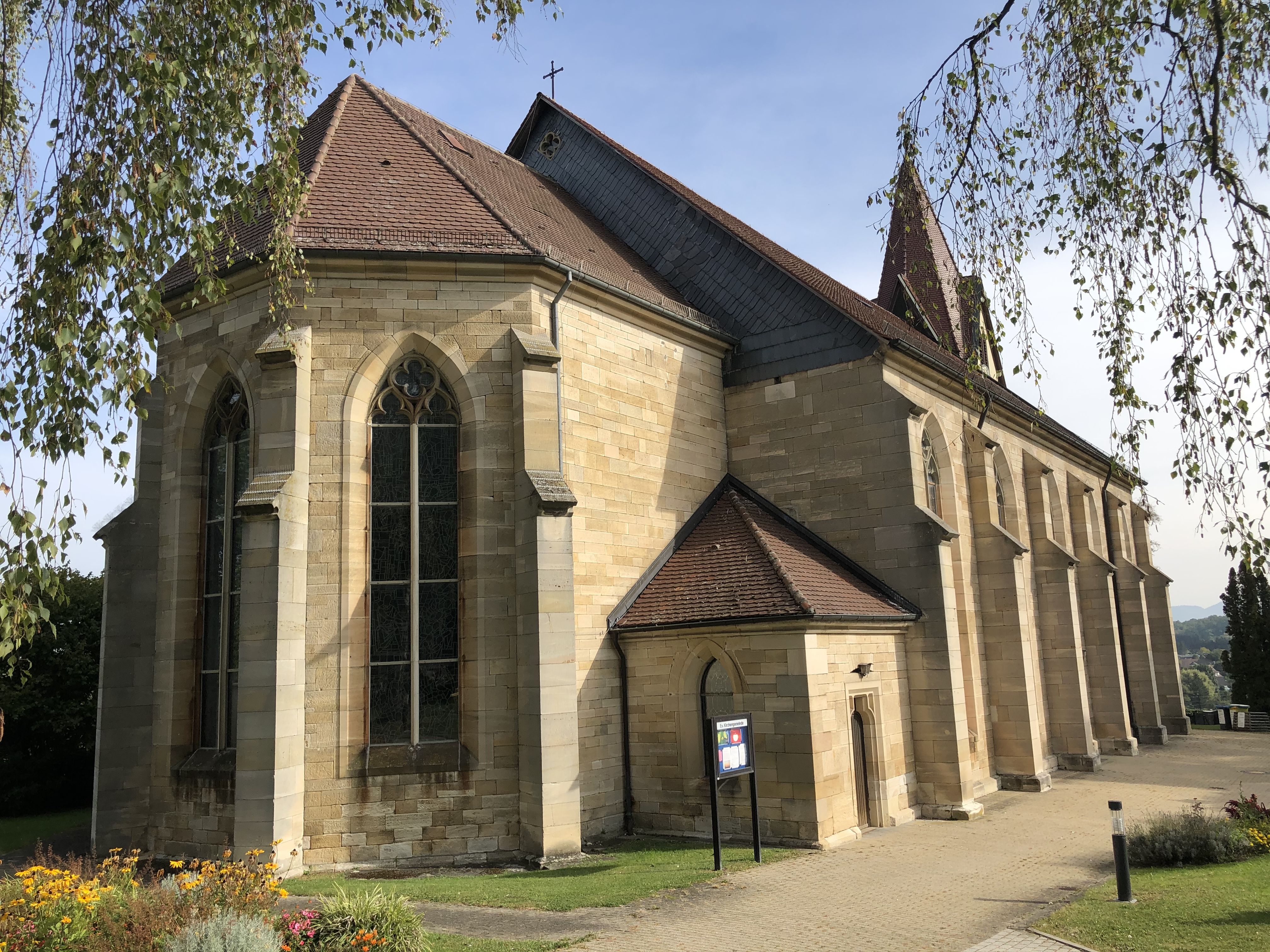
Dionysiuskirche

- Das Kirchenschiff der Dionysiuskirche[10] ist nach den Plänen des Architekten, Denkmalpflegers und Reutlinger Stadtbaumeisters Johann Georg Rupp zwischen 1846 und 1848 an den gotischen Turm im Kameralamtsstil als chor- und weitgehend schmucklose Predigtsaalkirche mit West-Ausrichtung angebaut worden (Kirchenschiff[11]), was in der Vor- und Folgegeschichte zu eigentumsrechtlichen und finanziellen Problemen führte, die erst 1963 mit der kostenlosen Übereignung des Kirchengebäudes von der Kommune an die Kirchengemeinde abgeschlossen werden konnte[12]. Sie ist die Pfarrkirche der evangelischen Ortskirchengemeinde im Kirchenbezirk Tübingen.
- Das Haus Altenhoferstr. 3 stammt im Kern aus dem 15. Jahrhundert und steht unter Denkmalschutz.

## Persönlichkeiten

### Söhne und Töchter der Gemeinde
- Johann Friedrich Geiger (1779–1825), württembergischer Oberamtmann
- Johannes Nill (1825–1894), Gründer eines Privatzoos in Stuttgart
- Hermann Wittich (1826–1906), Oberamtmann, Landtagsabgeordneter
- Ernst von Wittich (1835–1922), Generalsuperintendent von Tübingen
- Jakob Nill (1875–1960), Landtagsabgeordneter
- Gustav Nill (1903–1944), Kunstmaler
- Otto Keck (* 1944), Politikwissenschaftler

### Persönlichkeiten, die vor Ort gewirkt haben
- Rupert Metzler (* 1968), Kommunalpolitiker (FDP) und Richter am Verfassungsgerichtshof für das Land Baden-Württemberg
- Barbara Schober (* 1958), bildende Künstlerin und Online-Journalistin
- Jürgen Todenhöfer (* 1940), Politiker und Publizist
- Manfred Wachter (1938–2000), Amateurastronom, Feinmechaniker, Teleskophersteller und Unternehmer.